# Andreas Josef Mähr
Andreas Josef Mähr (* 1. Dezember 1893 in Feldkirch-Altenstadt; † 12. Jänner 1957 in Feldkirch-Tisis) war ein österreichischer Politiker (CSP/ÖVP) und Landwirt. Er war Bürgermeister von Feldkirch und von 1945 bis 1954 Abgeordneter zum Vorarlberger Landtag.

## Ausbildung und Beruf
Mähr absolvierte nach sieben Jahren an der Volksschule Feldkirch-Altenstadt Abendlehrgänge des kaufmännischen Vereins „Montfort“ in Feldkirch und arbeitete von 1906 bis Jänner 1910 als Laufbursche und Lehrling in der Stickerei seines Vormundes. Er wurde im Februar 1910 Fakturist bei der Firma Perlhefter & Co. und diente zwischen 1915 und 1918 im Ersten Weltkrieg. Ab 1920 arbeitete er als Buchhalter bei der Nachfolgefirma der Firma Perlhefter, der J. Rhomberg & Co., wo er von 1938 bis 1945 als Prokurist tätig war. Nach dem Zweiten Weltkrieg war er von 1945 bis 1956 hauptberuflich als Bürgermeister tätig.

## Politik und Funktionen
Mähr lenkte die Geschicke der Gemeinde Feldkirch vom 26. Juli 1945 bis zum 31. Juli 1956 als Bürgermeister und führte die Referate Personal, Schule, Polizei und später auch das Ressort für Finanzen. Er vertrat als Abgeordneter des Wahlbezirkes Feldkirch die Österreichische Volkspartei vom 11. Dezember 1945 bis zum 28. Oktober 1954 im Vorarlberger Landtag und war dort Mitglied im Volkswirtschaftlichen Ausschuss und Mitglied im Rechtsausschuss. Des Weiteren war er Mitglied im ÖAAB und Mitglied der Landesleitung des ÖAAB Vorarlberg.
Mähr war von 1928 bis 1943 als Obmann des städtischen Revisionsausschusses aktiv und bis 1936 Regierungskommissär für die Organisation der Landeskrankenkasse. Des Weiteren engagierte er sich von 1953 bis 1957 als Vorsteher der Sparkasse Feldkirch, war Gehilfenobmann der Handelsgenossenschaft Feldkirch und Landesleiter der Gewerkschaft der Handelsangestellten. Er war Mitbegründer und Obmann des Jugendvereins Altenstadt, Mitglied des kaufmännischen Vereins „Montfort“ in Feldkirch und Mitglied des Verwaltungsrates der Stadtwerke Feldkirch. Zudem war er als Obmann der Arbeiterkrankenkasse Feldkirch und Vorsitzender des Ortschulrates aktiv.

## Privates
Mähr wurde als Sohn des Stickers Andreas Mähr und dessen Gattin Kreszentia Mähr, geborene Hilbert, geboren. Er war mit Rosa Köchle verheiratet und Vater von drei Söhnen, die zwischen 1924 und 1927 geboren wurden.

## Auszeichnungen
- Goldenes Ehrenzeichen des ÖAAB